# Josef Kränzle

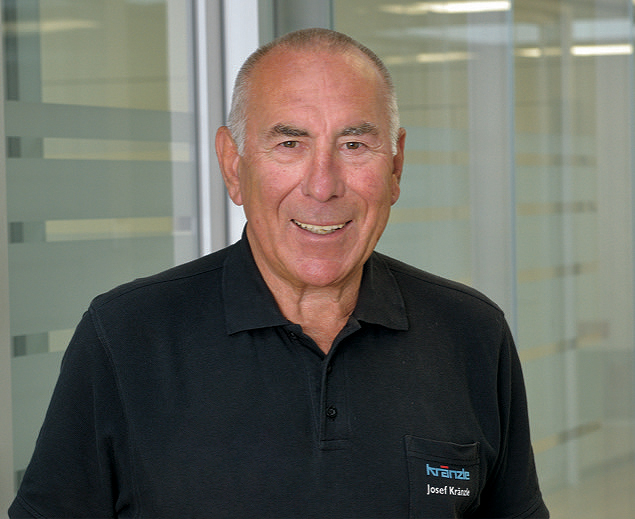
Josef Kränzle, Illertissen 2018

Josef Leonhard Kränzle (* 25. Mai 1944 in Illertissen) ist ein deutscher Unternehmer, Kommunalpolitiker und Mäzen.

## Leben
Geboren und aufgewachsen in Illertissen, als Sohn des Leonhard Kränzle (Arbeiter) und der Johanna (Heimarbeiterin), besuchte er von 1951 bis 1958 die dortige Volksschule. Seine erste Tätigkeit war die eines "Brotzeitburschen" bei den Wieland-Werken am Standort Vöhringen (Iller). Dort absolvierte er eine Lehre zum Eisendreher, die er 1962 mit der Gesellenprüfung beendete. Neben seiner nun folgenden vierjährigen Tätigkeit als Akkordarbeiter im Schichtdienst, durchlief er parallel bei der Handwerkskammer eine höhere Ausbildung zum Meister. Von 1967 bis 1974 war er bei seinem Arbeitgeber hauptamtlicher Lehrlingsausbilder und Leiter der Lehrwerkstatt. Mit einer gebrauchten Drehmaschine gründete er 1974 in seiner Garage die Firma Kränzle mit einer ihrer ersten Betriebsstätte für Hochdruckreiniger. Neben zahlreichen Patenten errichtete er 2001 in seiner Heimatstadt auf dem Gelände der ehemaligen Adlus-Werke eine zweite Betriebsstätte für 150 Mitarbeiter. Bei der Kommunalwahl 1996 kandidierte er erfolgreich als Stadtrat und Kreisrat. Ab 2002 bekleidete er das Amt des 3. Bürgermeisters, bevor er 2008 zum 2. Bürgermeister gewählt wurde. 
Der verheiratete zweifache Familienvater Kränzle ist unter anderem ein maßgeblicher Förderer des örtlichen Fußballvereines FV Illertissen. Im Jahre 2006 stiftete er für die Pfarrkirche St. Martin ein in den Niederlanden hergestelltes Carillon.

## Auszeichnungen

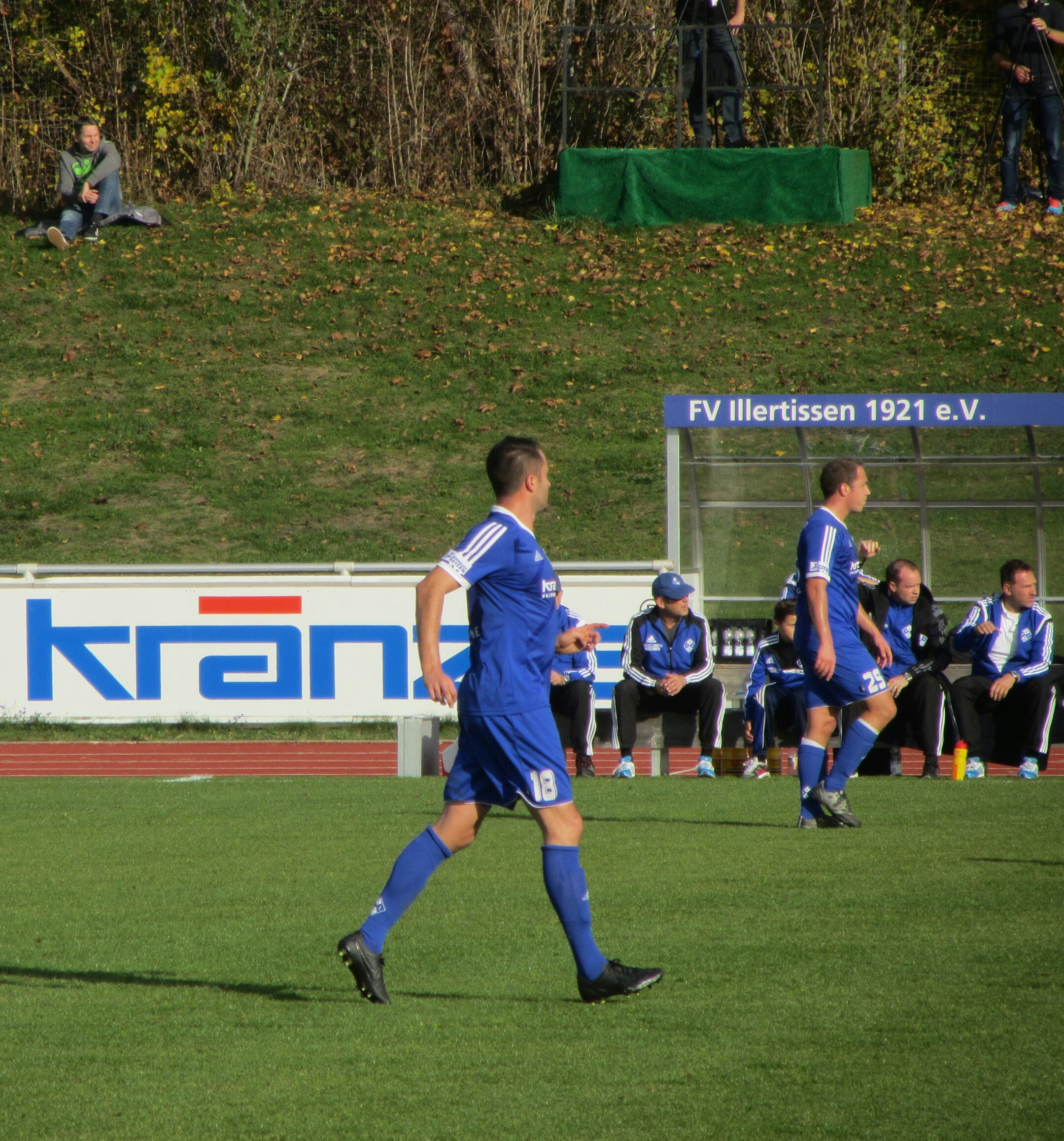
Kränzle Sponsor FV Illertissen 2015

- Silberdistel der Augsburger Allgemeinen, 1988
- Ehrennadel der Stadt Illertissen, 1992
- Verdienstplakette in Silber des Bayerischen Landessportverbandes, 1996
- Verdienstplakette in Gold des Bayerischen Landessportverbandes, 2001
- Verdienstkreuz am Bande der Bundesrepublik Deutschland, 2003
- Ulrichsmedaille der Diözese Augsburg, 2003
- Siebenschwabenmedaille des Bezirks Schwaben, 2006
- Bayerischer Verdienstorden, 2010
- Ehrenmitglied in vielen Vereinen